# Барт (Німеччина)
Барт (нім. Barth) — місто в Німеччині, розташоване в землі Мекленбург-Передня Померанія. Входить до складу району Передня Померанія-Рюген. Центр об'єднання громад Барт.
Площа — 40,83 км2. Населення становить 8609 ос. (станом на 31 грудня 2020).

## Персоналії
- Вернер Футтерер (1907—1991) — німецький актор.

## Галерея

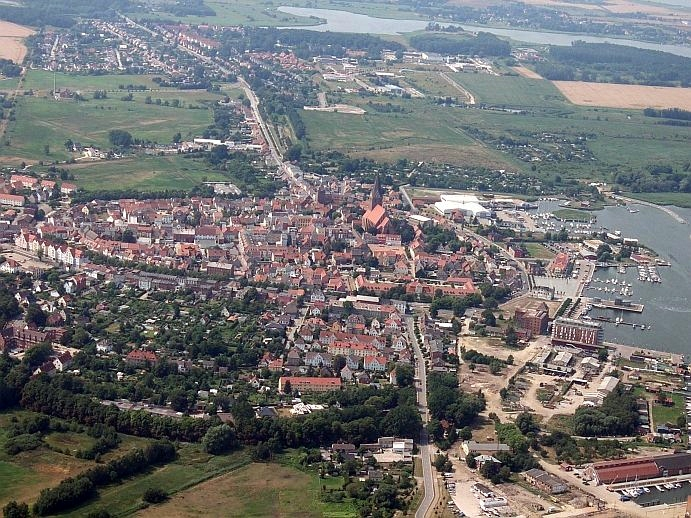
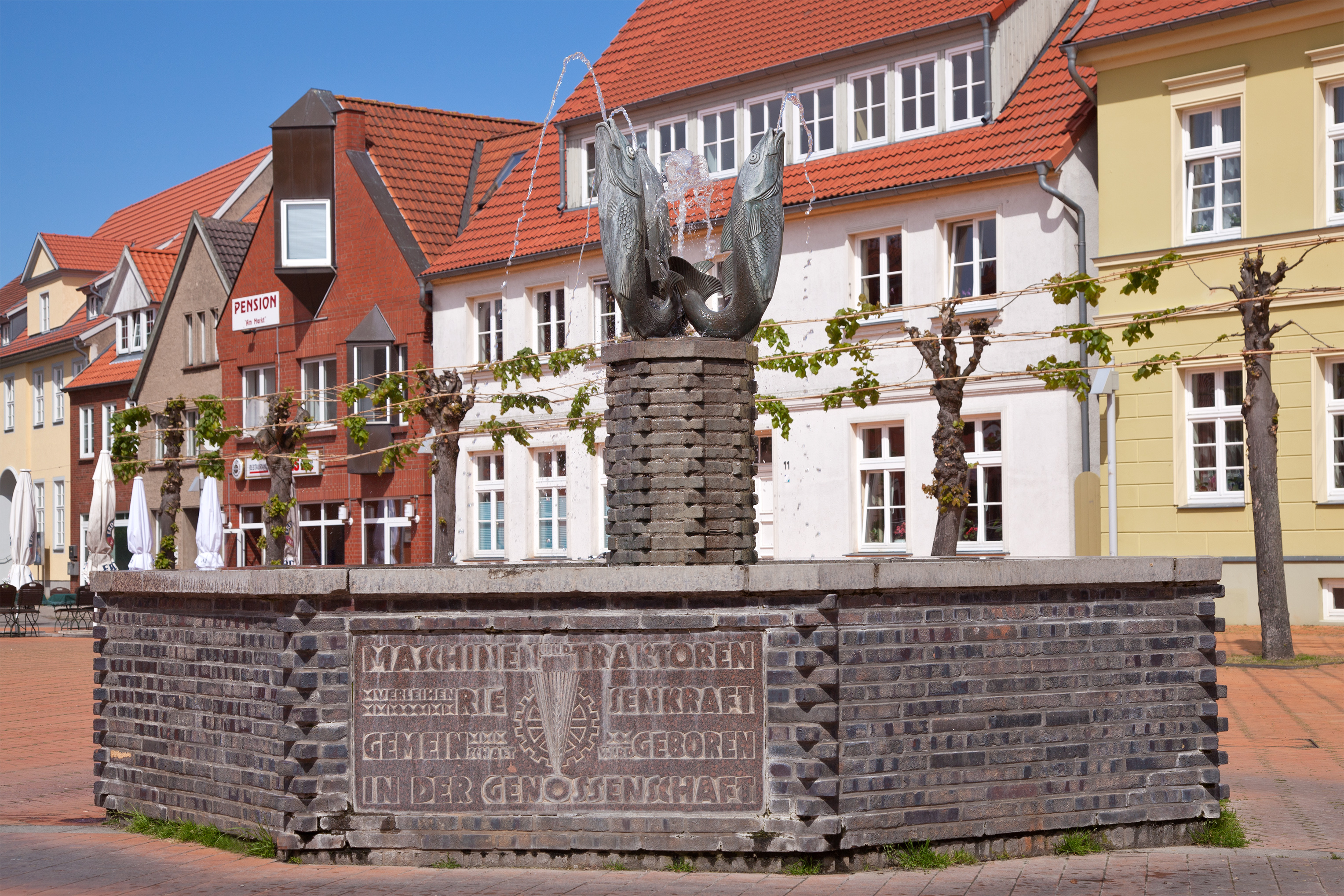
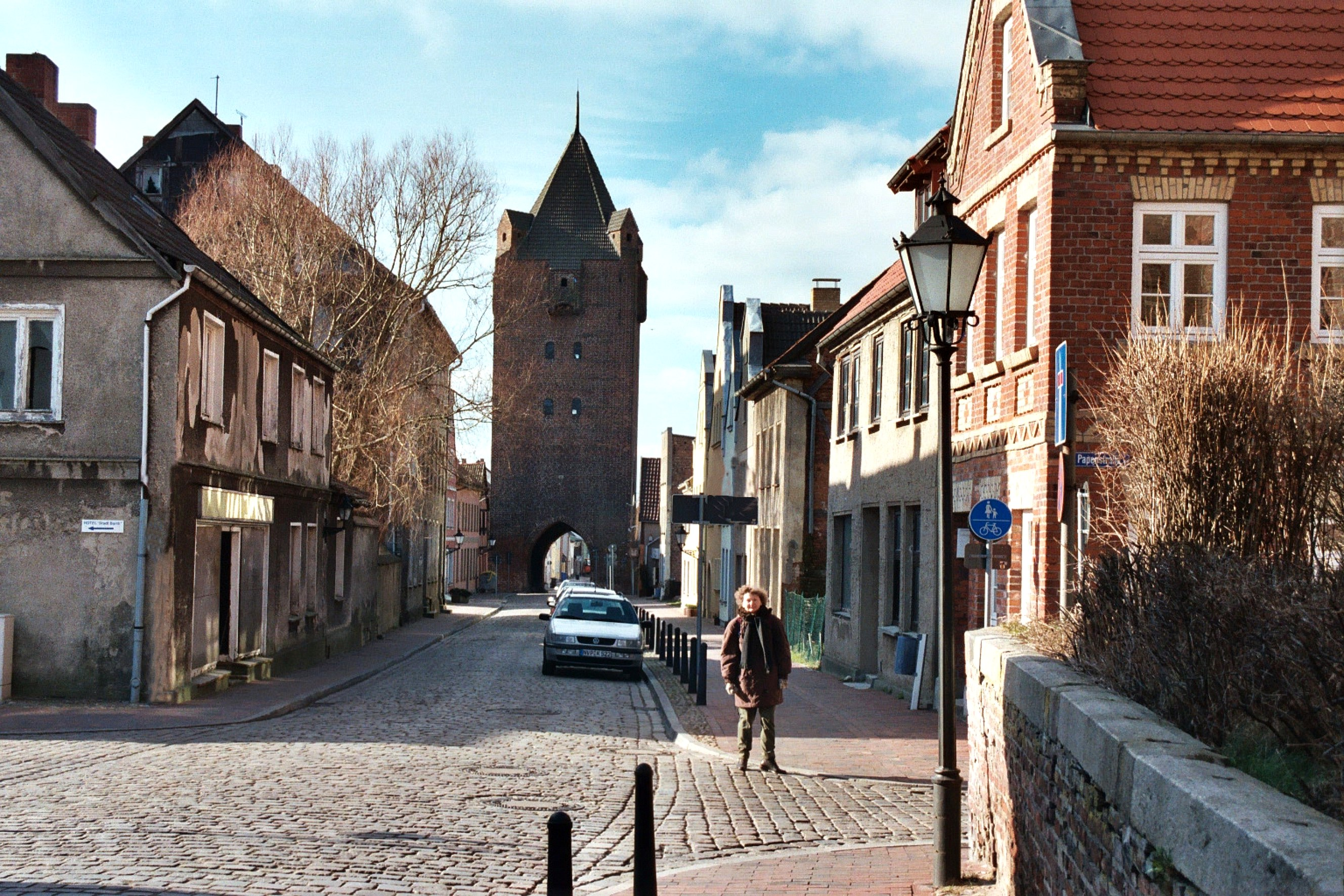
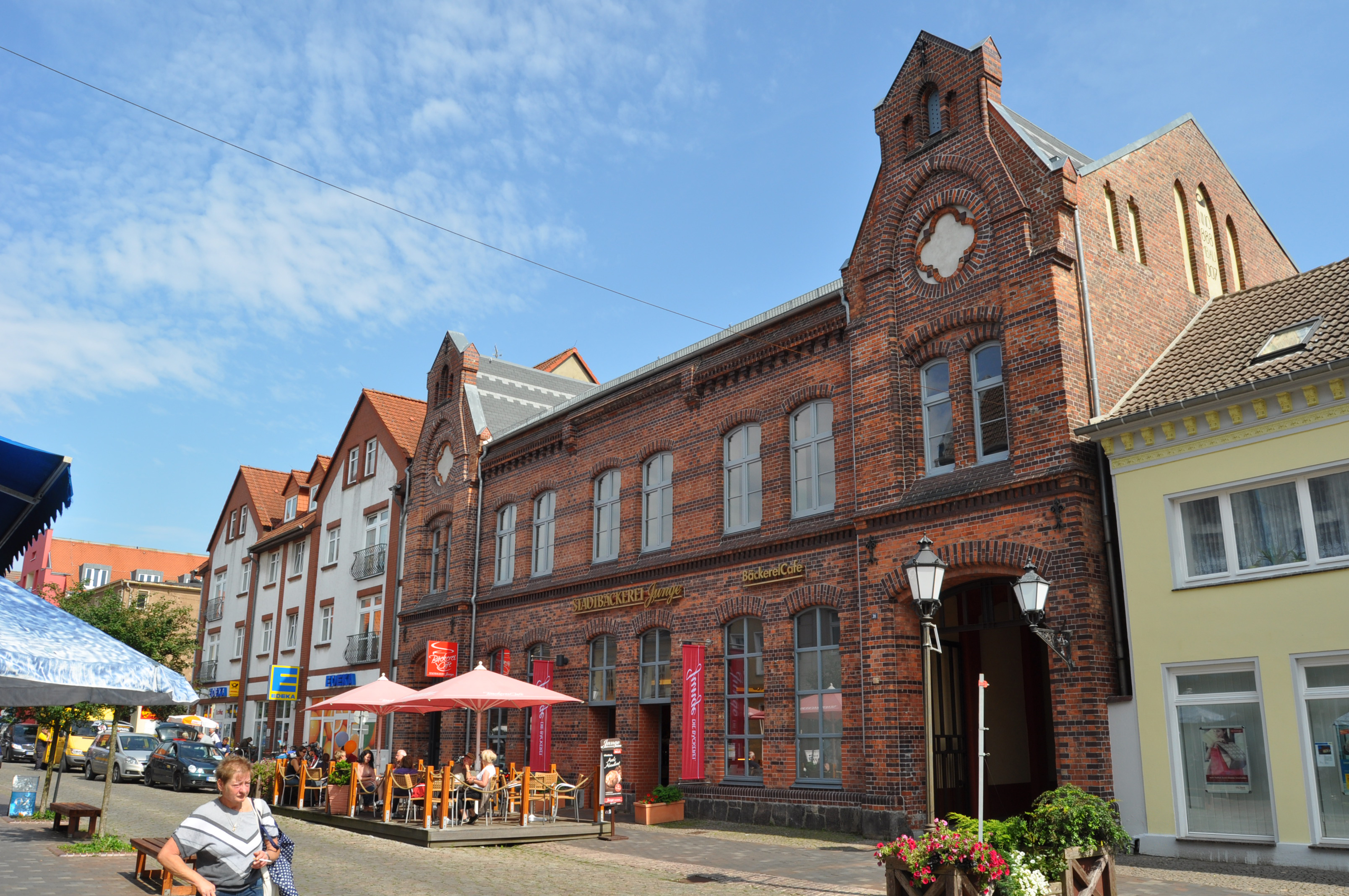
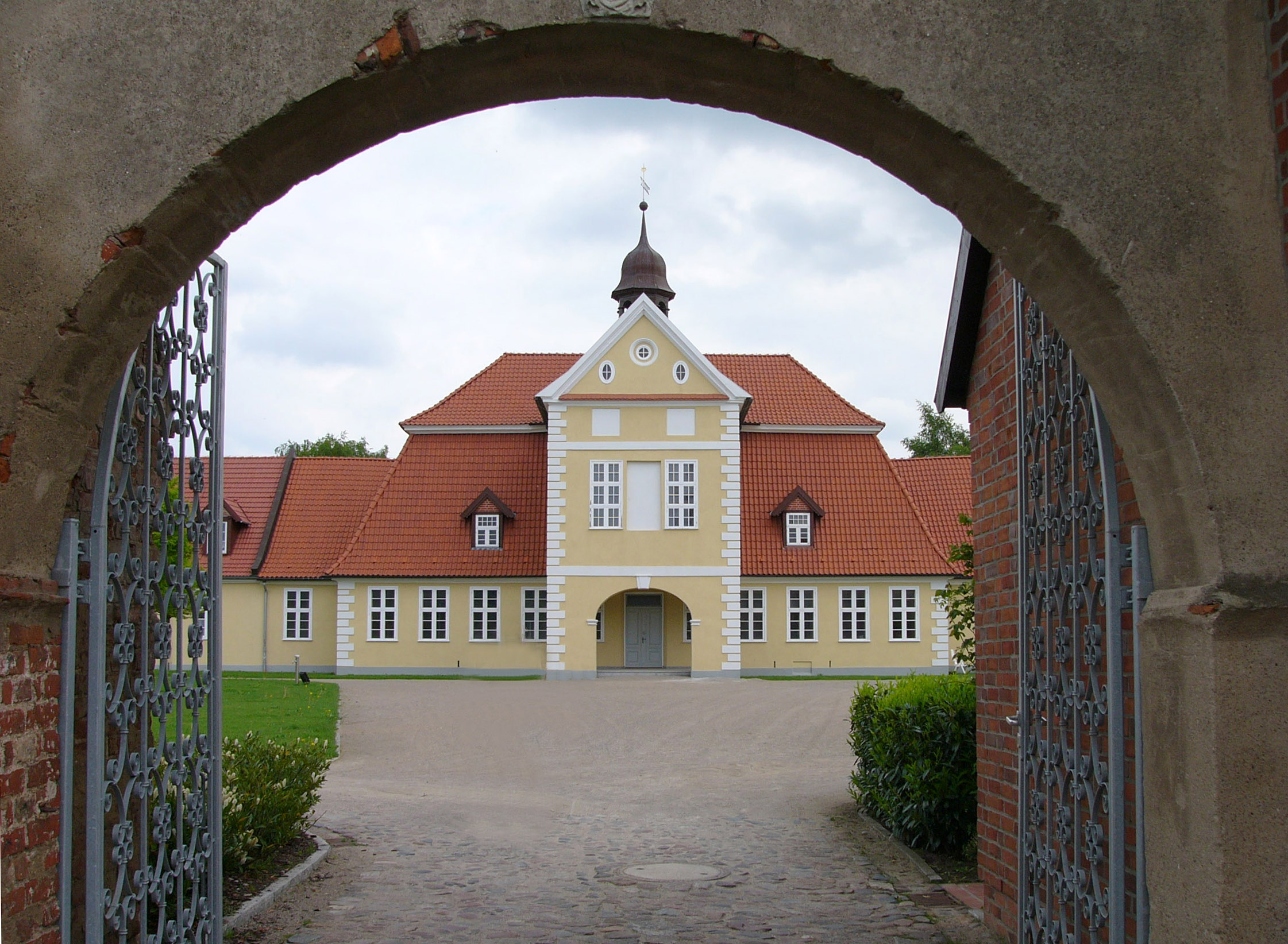
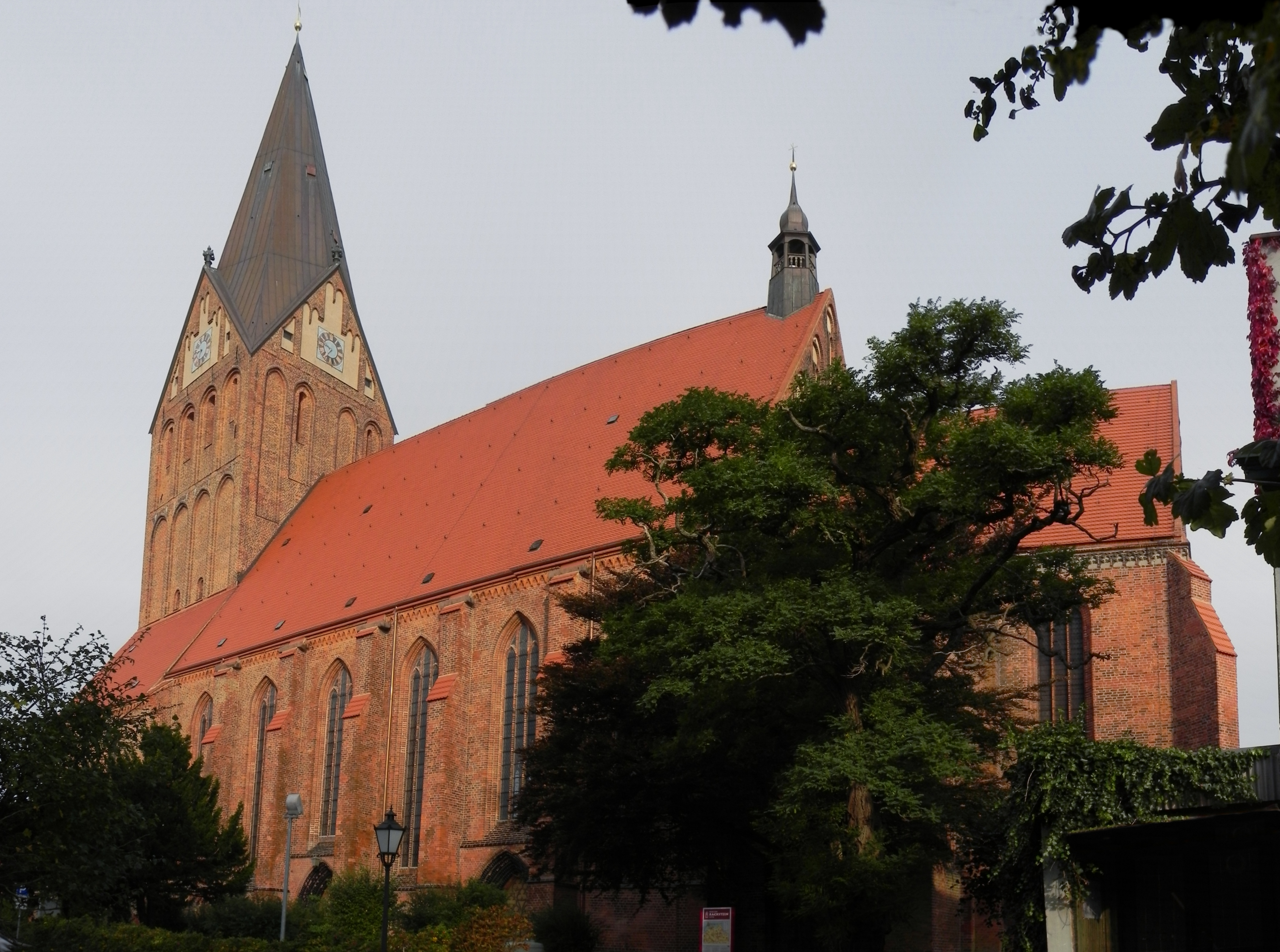